# 8643-as mellékút (Magyarország)
A 8643-as számú mellékút egy rövid, alig több, mint 2 kilométer hosszú, négy számjegyű országos közút Vas vármegye területén; Salköveskút és Vasasszonyfa községeket köti össze egymással.

## Nyomvonala
A 8638-as útból ágazik ki, annak a 4+800-as kilométerszelvénye közelében, Salköveskút belterületének nyugati szélén, északnyugat felé. Szinte az első métereitől kezdve külterületen húzódik, 1,2 kilométer után pedig el is hagyja a települést és átlépi Vasasszonyfa határát. Utolsó fél kilométerét hivatalosan a vasasszonyfai belterület keleti szélén húzódva teljesíti, de a község lakott területeit nem igazán közelíti meg. A 8639-es útba beletorkollva ér véget, annak a 8+100-as kilométerszelvénye közelében, nem messze a település belterületének északkeleti szélétől.
Teljes hossza, az országos közutak térképes nyilvántartását szolgáló kira.gov.hu adatbázisa szerint 2,242 kilométer.

## Települések az út mentén
- Salköveskút
- Vasasszonyfa